# Jac Holzman
Jac Holzman (15 de septiembre de 1931) es un empresario estadounidense, más conocido como el fundador y director ejecutivo de las casas discográficas Elektra Records y Nonesuch Records. Fue incluido en el Salón de la Fama del Rock and Roll en 2011 por su aporte constante al género.
Fundó Elektra Records en su dormitorio de St. John's College en 1950 y Nonesuch Records en 1964. Durante su carrera incluyó en Elektra a bandas y artistas como The Doors, Queen (solo en los Estados Unidos), Love, Josh White, Carly Simon, The Stooges, MC5 y Harry Chapin, y fue el encargado de descubrir a la cantante de folk Judy Collins.